# Disfraces (canción)
"Disfraces" es una canción de Luis Miguel lanzada bajo la discográfica Warner Music en Hispanoamérica, durante el primer semestre del año 2009, como un sencillo promocional del noveno álbum de estudio del cantante, Cómplices Edición Especial.

## Personal
- Letra & Música: Manuel Alejandro
- Editora: Pendiente
- Producido Por: Luis Miguel y Manuel Alejandro
- Producción Ejecutiva: Alejandro Asensi
- Coproducción Musical: Francisco Loyo
- Ingeniero de Grabación: Rafa Sardina
- Ingeniero de Mezcla: David Reitzas
- Ingeniero de Masterización: Ron McMaster
- Estudios de Grabación: Record Plant Studios, Ocean Way Recording Studios & Conway Studios, Hollywood, CA
- Mezclado en: Chalice Studios & Ocean Way Recording Studios, Hollywood, CA
- Masterizado en Capitol Studios, Hollywood, CA
- Arreglos Básicos, Cuerdas, Pianos, Teclados: Manuel Alejandro